# Алфёров, Вячеслав Петрович
Вячесла́в Петро́вич Алфёров (20 ноября 1930, д. Рузбугино, Ивановская Промышленная область — 17 марта 2018, Санкт-Петербург) — советский (российский) педиатр, доктор медицинских наук, организатор и профессор кафедры педиатрии № 3 с курсом неонатологии Ленинградского Государственного института для усовершенствования врачей (ЛенГИДУВ); декан педиатрического факультета, затем проректор по учебной работе ЛенГИДУВа; ректор Ленинградского педиатрического медицинского института (1984—1991 гг.); член Методического совета по педиатрии при МЗ РСФСР; председатель правления Ленинградского отделения Детского фонда им. В. И. Ленина (1988—1990 гг.); председатель специализированного ученого совета ЛенГИДУВа и Ленинградского педиатрического медицинского института по защите кандидатских и докторских диссертаций (1982—1991 гг.); председатель специализированного докторского ученого совета Санкт-Петербургской медицинской академии постдипломного образования (СПбМАПО) по защите диссертаций (с 2002); Почетный доктор СПбМАПО. Лауреат премии Совета Министров СССР в области образования.

## Биография
Родился в д. Разбугино (ныне — Ярославской области) в семье бухгалтера Петра Дмитриевича Алфёрова (1908—1941?) и его жены Александры Дмитриевны ур. Денисовой (1911—1992), дочери участника Русско-японской войны Дмитрия Денисова. После развода, когда сыну было всего 3 года, П. Д. Алфёров уехал в Ленинград. В 1941 году он был призван в Действующую армию, воевал на Калининском фронте, был ранен. После госпиталя вновь убыл на фронт. В декабре 1941 года П. Д. Алфёров пропал без вести. По свидетельству однополчанина, это произошло во время боёв под Старой Руссой.
Третий класс Вячеслав Алфёров окончил в родной деревне, после чего с мамой и отчимом переехал в Горький, где Александра Дмитриевна устроилась заведующей автозаводской столовой. Война застала Вячеслава Алфёрова в Разбугино, куда мать отправила его на лето. Вернуться в Горький удалось только в 1942 году. Здесь В. П. Алфёров окончил десятилетку и в 1948 году поступил в Горьковский медицинский институт. Педиатрический факультет этого института он с отличием окончил в 1954 году и по распределению уехал в город Кулебаки Арзамасской области. Работал участковым педиатром, заведующим детским отделением городской больницы, готовился занять должность заведующего местным горздравом.
Как считал сам Вячеслав Петрович, в аспирантуре кафедры детских болезней и детских инфекций Ленинградского санитарно-гигиенического медицинского института в 1957 году он оказался почти случайно. Просто узнал из газеты о предстоящем конкурсе и послал заявление. За несколько дней до завершения приема его вызвали в Ленинград для сдачи вступительных экзаменов. Результаты конкурса без особой надежды В. П. Алфёров ожидал в Кулебаках и неожиданно вскоре после Нового года получил известие о своём зачислении.
Руководил кафедрой известный ленинградский педиатр, ученик профессора А. Н. Шкарина и соратник академика М. С. Маслова, профессор В. Ф. Знаменский. Под его руководством Вячеслав Петрович подготовил и в 1961 году успешно защитил диссертацию на учёную степень кандидата медицинских наук. Она была посвящена весьма актуальной для того времени теме и называлась: «Применение новокаина при болезни Боткина у детей (Клинические, лабораторные и катамнестические наблюдения)».
Ещё годом раньше в связи с окончанием аспирантуры В. П. Алфёров был принят ассистентом в штат своей кафедры, однако в 1963 году в рамках интернациональной помощи был направлен заведовать сначала 30-коечным детским отделением госпиталя в Сук-Ахрасе, затем 90-коечным отделением в Аннабе Алжирской народно-демократической республики. Командировка продолжалась 2 года. Работа в стационаре, прием до 100 амбулаторных больных в день требовали огромного напряжения. Вячеслав Петрович великолепно справился с этой задачей, оставив о себе самые добрые воспоминания. В франкоязычной стране он единственный из советских врачей владел французским языком, а вскоре освоил и арабский. В конце своего пребывания в Алжире, в июне 1965 года, В. Г. Алфёров оказался свидетелем военного переворота, осуществленного полковником Х. Бумедьеном. В эти тревожные дни он всерьёз опасался за жизнь своих близких и коллег.
Вернувшись в 1965 году на кафедру, которую в 1966 году возглавил профессор Б. Г. Апостолов, В. П. Алфёров в 1972 году был избран её доцентом. Ещё через 4 года, в 1976 году он успешно защитил докторскую диссертацию: «Пневмонии с астматическим синдромом у детей раннего возраста. (Вопросы этиологии, патогенеза, клиники и лечения)», материалом для которой послужили в том числе и наработки, выполненные в Алжире. Годом позже усилиями В. П. Алфёрова в Ленинградском Государственном институте для усовершенствования врачей была создана кафедра педиатрии № 3 с курсом неонатологии. Став профессором и возглавив кафедру, Вячеслав Петрович был вынужден уйти из Ленинградского санитарно-гигиенического медицинского института и полностью сконцентрироваться на новых для себя обязанностях. Период становления кафедры — это, прежде всего, огромный пласт организационной и методической работы, которая требует всех сил и энергии. Тем не менее уже на следующий год на В. П. Алфёрова были возложены дополнительный обязанности — декана педиатрического факультета, а чуть позже — проректора по учебной работе. 20 апреля 1979 года ему было присвоено учёное звание профессора.
1984 год оказался одним из ключевых в судьбе В. П. Алфёрова. Министерство здравоохранения РСФСР предложило ему возглавить Ленинградский педиатрический медицинский институт. Он должен был принять сложное решение. Отважиться стать ректором головного в стране узкопрофильного образовательного медицинского учреждения, где специальность «педиатрия» была основной и единственной, и с которым к тому же ничего ранее не связывало, было очень трудно. В этих условиях можно было привести «свою команду», но Вячеслав Петрович предпочел опереться на исторически сложившийся профессорский коллектив и не проиграл. Он оказался первым ректором старейшего института, пришедшим из клинической педиатрии, что имело огромное значение. Как никто из его предшественников, В. П. Алфёров понимал нужды практической педиатрии и мог верно расставить акценты при формировании учебных планов. По инициативе Вячеслава Петровича в институте было организовано 8 новых кафедр, в том числе 6 на Факультете усовершенствования врачей. Всё это позволило ему очень быстро завоевать авторитет среди коллег и сохранить лидерство института в подготовке педиатрических кадров.
В 1991 году В. П. Алфёров сложил с себя полномочия ректора ЛПМИ. Заявление об освобождении от должности он написал после того, как в 1990 году на совещании ректоров медицинских вузов в Министерстве здравоохранения РСФСР познакомился с планами предстоящего реформирования высшей медицинской школы, с которыми никак не мог согласиться. И действительно, очень скоро после его ухода, в институте, который в течение семи лет Вячеслав Петрович возглавлял, произошли радикальные изменения, вызванные глобальными преобразованиями в государстве. По мнению В. П. Алфёрова, эти перемены далеко не во всех случаях оказались позитивными, что не могло не сказаться на качестве подготовки будущих врачей-педиатров.
Все годы ректорства В. П. Алфёров продолжал возглавлять свою кафедру в ЛенГИДУВе. В 2000 году, в возрасте 70-и лет он передал руководство кафедры своему ученику — профессору Ф. П. Романюку, но не ушёл на покой, оставаясь её профессором — наставником для далеко уже не первого поколения преподавателей.
Профессор Вячесла Петрович Алфёров скончался 17 марта 2018 года и был похоронен на Волковском православном кладбище в Санкт-Петербурге

## Семья
- Жена Надежда Константиновна ур. Антипова — врач-педиатр, организатор здравоохранения, заместитель начальника управления леч. помощи матерям и детям Комитета по здравоохранению Санкт-Петербурга;
- Дочь Марина Вячеславовна Киселёва[7] — психолог, доцент кафедры консультативной психологии и психологии здоровья Санкт-Петербургского государственного института психологии и социальной работы.

## Научные труды
Профессор В. П. Алфёров — автор более 200 работ, в том числе двух авторских свидетельств на изобретения. Под его руководством защищено 24 докторских и кандидатских диссертаций. Ниже приведены лишь некоторые из его работ:
- Алфёров В. П. Применение новокаина при болезни Боткина у детей. (Клинич., лабораторные и катамнестические наблюдения) / Автореферат дис. на соискание учен. степени кандидата мед. наук. — Л.: Ленингр. педиатр. мед. ин-т., 1961. — 22 с.
- Алфёров В. П. Пневмонии с астматическим синдромом у детей раннего возраста. (Вопросы этиологии, патогенеза, клиники и лечения) / Автореф. дис. на соиск. учен. степени д-ра мед. наук. — Л.: Ленингр. сан.-гигиен. мед. ин-т., 1976. — 35 с.
- Алфёров В. П., Чистякова А. И., Сидорова Т. А., Липногорский С. Б. Бронхообструктивный синдром у детей. Учеб. пособие для врачей-слушателей. — Л.: ЛенГИДУВ, 1989 (1990). — 31 с.
- Алфёров В. П. Профилактика заболеваний органов дыхания у детей. — Л.: Ленингр. орг. о-ва "Знание" РСФСР, 1987. — 17 с. — (В помощь лектору / О-во "Знание" РСФСР, Ленингр. орг.).
- Алфёров В. П. Пищевая аллергия у детей. Лекция для врачей-курсантов. — Л.: ЛенГИДУВ, 1982. — 18 с.
- Алфёров В. П. Предастма у детей. Лекции для врачей-курсантов. — Л.: ЛенГИДУВ, 1979. — 17 с.
- Алфёров В. П. Анатомо-физиологические и медико-социальные основы здоровья. Учебник / М-во образования и науки Рос. Федерации, Федер. агентство по образованию, Муром. ин-т (фил.) Гос. образоват. учреждения высш. проф. образования "Владим. гос. ун-т". - Муром : Муромский институт Государственного образовательного учреждения высшего профессионального образования "Владимирский государственный университет". — 2008.
- Алфёров В. П. Алкогольный синдром плода. Лекция для врачей-слушателей /Ленингр. гос. ин-т усоверш. врачей им. С.М. Кирова, Каф. педиатрии 3 с курсом неонатологии. — Л.: ЛенГИДУВ, 1988. — 15 с.
- Романюк Ф. П., Алфёров В. П. Клиника и лечение атопического дерматита у детей. Пособие для врачей / Изд. 3-е, испр. и доп.. — СПб.: Астерион, 2014. — 76 с. — (Последипломное образование).
- Конюхов А. В., Алфёров В. П. Боли в животе у детей. [Пособие для врачей]. — СПб.: СПбМАПО, 1996. — 23 с. — (Последипломное образование).
- Алфёров В. П., Мариничев В. С., Мариничева Т. А. У нас родился ребенок. 300 вопросов молодых родителей. — Л.: СМАРТ, 1991. — 142 с.
- Алфёров В. П. , Чистякова А. И., Смирнова Н. Б. Бронхообструктивный синдром у детей раннего возраста. Учебное пособие для врачей-курсантов. — Л.: ЛенГИДУВ, 1996. — 20 с.
- Романюк Ф. П., Алфёров В. П. Клиника и лечение атопического дерматита у детей. Пособие для врачей / Изд. 2-е испр. и доп. — СПб.: Астерион, 2011. — 71 с. — (Последипломное образование).
- Алфёров В. П. , Евхаритская З. Е., Соловьев С. Б. Бронхообструктивный синдром у детей раннего возраста. Учебное пособие для врачей-курсантов. — Л.: ЛенГИДУВ, 1986. — 17 с.
- Алфёров В. П., Романюк Ф. П. Пищевая непереносимость у детей. Пособие для врачей. — СПб.: Мед Масс Медиа, 2004. — 71 с. — (Последипломное образование).
- Алфёров В. П., Романюк Ф. П. Питание детей первого года жизни. Пособие для врачей. — СПб.: СПбМАПО, 2001. — 47 с.
- Романюк Ф. П., Сидорова Т.А., Алфёров В. П. Часто болеющие дети. Учебное пособие. — СПб.: СПбМАПО, 2000. — 62 с.
- Алфёров В. П., Чистякова А. И., Горелик Н. Д. Лечение бронхолегочных заболеваний у детей в условиях поликлиники. Учеб. пособие для врачей-курсантов. — Л.: ЛенГИДУВ, 1981. — 15 с.
- Романюк Ф. П., Алфёров В. П., Колмо Е. А., Чугунова О. В. Рахит. Пособие для врачей. — СПб.: СПбМАПО, 2002. — 40 с. — (Последипломное медицинское образование).
- Романюк Ф. П., Алфёров В. П., Сидорова Т.А., Харит С.М. Часто и длительно болеющие дети. дифференциальная диагностика, лечение и профилактика руководство для педиатров / Изд. 2-е, перераб. и доп.. — СПб.: СПбМАПО, 2008. — 176 с. — (Последипломное образование).

## Вклад в педиатрию
Профессор Н. П. Шабалов называет В. П. Алфёрова среди наиболее выдающихся педиатров-клиницистов Ленинграда (Санкт-Петербурга).
Основные научные интересы Вячеслава Петровича лежали в плоскости изучения бронхолёгочной патологии у детей. Этому посвящены большинство его собственных работ, а также научные исследования многих его учеников. Вместе с профессором А. Д. Зисельсоном, В. П. Алфёров стоял у истоков организации детской аллергологической службы Ленинграда.

## Общественная работа
В наиболее активные годы своего творчества В. П. Алфёров выполнял самые разнообразные общественные нагрузки. Вот лишь часть из них:
- Был одним из организаторов и депутатом VII Всесоюзного съезда детских врачей;
- Избирался депутатом Выборгского районного совета депутатов трудящихся;
- Представлял Ленинград на XIX Всесоюзной партконференции[8];
- Состоял членом Методического совета по педиатрии при МЗ РСФСР;
- В 1988—1900 гг. был председателем правления Ленинградского отделения Детского фонда им. В. И Ленина;
- Много лет был членом редакционной коллегии журнала «Российский семейный врач»;
- Избирался председателем специализированного ученого совета ЛенГИДУВа и ЛПМИ по защите кандидатских и докторских диссертаций;
- Председатель специализированного докторского ученого совета СПбМАПО по защите диссертаций.

## Награды
- Орден «Знак Почёта» (1986);
- Премия Совета Министров СССР в области образования (1991);
- Бронзовая медаль ВДНХ СССР (1986);
- Орден Дружбы (1996);
- Лауреат премии Совета Министров СССР (1991);
- Заслуженный работник высшей школы Российской Федерации (2007)
- Почетный доктор СПбМАПО (2003);
- Грамоты МЗ РСФСР